# Wout Pennings
Wout Pennings, ook Woutje Pennings, (Nijmegen, 4 januari 1950 – aldaar, 21 maart 2014) was een Nederlands popgitarist. 

## Biografie
Pennings leerde vanaf 7-jarige leeftijd zichzelf gitaarspelen. Hij richtte in 1971 de country-rockband Country Road op, die later overging in Side Track. 
In 1977 kwam hij via de geluidstechnicus van Country Road, Gerard Boeijen, in contact met diens jongere broer Frank Boeijen. In de Crossroad Studio in Oss namen ze samen aan het einde van dat jaar het album Frank Boeijen en Woutje Pennings op. Ondanks contacten bij de radio, werd de langspeelplaat nooit gedraaid. Een jaar later belandde de plaat via Pennings bij platenmaatschappij CNR. Die hoorde er wel wat in en gaf het duo de gelegenheid om onder productionele leiding van Rob de Nijs het album opnieuw op te nemen, inclusief vier nieuwe nummers. De titel werd iets korter: Boeijen en Pennings. Bekende mensen als Jan Rietman en Jody Pijper tekenden voor de toetsen en de achtergrondzang. De arrangementen waren van Hans Hollestelle.
Begin 1979 zegde Wout Pennings de samenwerking met Frank Boeijen op. Daarna begeleidde hij Lenny Kuhr, Kaz Lux en Rob de Nijs en speelde hij in de Ierse band Auto da Fé en in de Boem Boem Bluesband. In de jaren tachtig ontdekte hij de Griekse muziek, leerde zichzelf bouzouki spelen en richtte Kali Tichi op, waarin hij speelde met Nels Busch en Henk Wanders (ex-leden van de Frank Boeijen Groep). In 1996 bracht Pennings het eigen album Wout Pennings Solo uit. In 1997 stapte hij over op de Portugese muziek en richtte hij samen met de Portugees Emanuel Pessanha de groep Quatro Ventos op. Later was Pennings gastmuzikant bij de Nijmeegse band Rood & Nighthawks at the Diner.
Op 25 januari 2008 kreeg hij uit handen van de Nijmeegse locoburgemeester Hannie Kunst de Zilveren Waalbrugspeld voor zijn jarenlange inzet voor de muziekwereld in Nijmegen.
Pennings overleed op 64-jarige leeftijd in een Nijmeegs ziekenhuis en werd begraven op begraafplaats Rustoord.